# Ardapy
Ardapy (niem. Ardappen) – wieś w Polsce położona w województwie warmińsko-mazurskim, w powiecie bartoszyckim, w gminie Bartoszyce. W latach 1975–1998 miejscowość administracyjnie należała do województwa olsztyńskiego.
Kilkaset metrów od wsi, na lewym brzegu rzeki Łyny, znajdują się ślady po staropruskim gródku. Wzniesienie nazywane jest Starym Szańcem. We wsi znajduje dwór z początku XX w., z parkiem i zabudowaniami gospodarczymi.

## Historia
W 1939 roku we wsi mieszkało 122 osoby. 
W 1983 r. we wsi było 15 domów z 89 mieszkańcami. W tym czasie w Ardapach było 16 indywidualnych gospodarstw rolnych, gospodarujących na 246 ha i hodujących 219 sztuk bydła (w tym 127 krów), 143 sztuk trzody chlewnej, 28 koni i cztery owce.